# Tendensroman
De tendensroman behoort tot de tendensliteratuur en is een maatschappelijk geëngageerde variant van de psychologische roman die draait om het uitbeelden van het geestesleven van de hoofdpersoon. Tegelijkertijd wordt er echter een overtuiging gepropageerd of bekritiseerd of een maatschappelijke mistoestand aan de kaak gesteld. Het bekendste Nederlandstalige voorbeeld is de Max Havelaar van Multatuli.
Ook teksten die benoemd worden als didactische literatuur, moralistische literatuur, sociale literatuur, politieke literatuur en propagandaliteratuur kunnen worden beschouwd als vormen van tendensliteratuur.

## Voorbeelden
- Elise van Calcar: Hermine, 1850
- Harriet Beecher Stowe: De hut van Oom Tom, 1852
- Multatuli: Max Havelaar, 1860
- Victor Hugo: Les Misérables, 1862
- Cécile de Jong van Beek en Donk: Hilda van Suylenburg, 1897
- M.J.J. Exler: Levensleed, 1911
- Aldous Huxley: Brave new world, 1932
- Theun de Vries: Sla de wolven, herder, 1946
- George Orwell: 1984, 1948
- Leon Uris: Exodus, 1955
- Aldous Huxley: Island, 1962
- Dimitri Verhulst: Problemski Hotel, 2003
- Splinter Chabot: Confettiregen, 2020